# Matilda Newport
Matilda Newport (k. 1795-1837) là một anh hùng dân tộc và thực dân Americo-Liberia. Bà được biết đến với những hành động của mình vào năm 1822 khi bị cáo buộc đã bảo vệ khu định cư Cape Mesurado bằng một khẩu súng thần công bà thắp lên từ đường ống của mình. Bà là một nhân vật gây tranh cãi trong bối cảnh căng thẳng giữa người Americo-Liberia và người Liberia bản địa. Độ chính xác lịch sử của tài khoản đã được thử thách. Một ngày lễ quốc gia để vinh danh bà, Matilda Newport Day, được tổ chức hàng năm vào ngày 1 tháng 12 năm 1916 cho đến khi nó bị bãi bỏ vào năm 1980.

## Tiểu sử
Matilda được sinh ra ở Hoa Kỳ vào khoảng năm 1795 (có thể là Georgia). bà kết hôn với Thomas Spencer, trở thành Matilda Spencer. Năm 25 tuổi, bà đi thuyền đến Liberia cùng chồng trên con tàu Elizabeth. Họ đến vào ngày 30 tháng 9 năm 1820  và định cư tại Cape Mesurado.
Newport chủ yếu được biết đến với những hành động của bà vào ngày 1 tháng 12 năm 1822 bảo vệ khu định cư thuộc địa Cape Mesurado trong Trận Fort Hill. Một đại diện của Hiệp hội Thực dân Hoa Kỳ đã giành được vùng đất này thông qua ngoại giao pháo hạm, thay thế người dân Dei bản địa. Trong một trong hai cuộc tấn công vào khu định cư của Dei, Bassa và Gola, Newport nhận thấy rằng những khẩu pháo này đã chết hoặc bị thương. Bà ấy đã sử dụng than nóng từ đường ống của mình để đốt cháy ngòi nổ của một khẩu pháo. Vụ nổ kết quả đã ngăn cản sự tiến bộ của các chiến binh châu Phi và thay đổi tiến trình của trận chiến.
Chồng của Newport đã chết, có lẽ là một trong những xung đột. Một thời gian sau năm 1822, bà lại kết hôn với Ralph Newport. Ông chết trong một tai nạn chèo thuyền vào năm 1836. Matilda Newport chết vì viêm màng phổi ở Monrovia năm 1837.

## Di sản và lịch sử
Vai trò của Newport trong trận chiến năm 1822 ban đầu không được coi là đặc biệt quan trọng, nhưng đã tăng lên theo thời gian trong lịch sử truyền miệng. Năm 1916, cơ quan lập pháp Liberia đã chỉ định ngày 1 tháng 12 là Ngày Matilda Newport. Cho đến khi bãi bỏ nó, lễ kỷ niệm hàng năm bao gồm một quả bóng lớn, bài phát biểu, diễu hành và tái hiện. bà được tưởng niệm với một con tem bưu chính Liberia vào năm 1947. Một tấm bảng bằng đồng tại Gian hàng trăm năm ở Monrovia mô tả Newport với khẩu pháo. Monrovia cũng có một tượng đài dành riêng cho bà và một con phố và một trường trung học mang tên bà.
Khi những chỉ trích về sự cai trị của Americo-Liberia đã tăng lên trong những năm 1960, vai trò của Newport trong lịch sử Liberia không còn được coi là đáng ngưỡng mộ. Sau cuộc đảo chính quân sự năm 1980, Samuel Doe đã bãi bỏ Matilda Newport Day. Các nhà sử học đã đặt câu hỏi về tính xác thực của tài khoản về các hành động của Newport. Không ai trong số các tài khoản của trận chiến đề cập đến phụ nữ tham gia bảo vệ thuộc địa. Nguồn đầu tiên thừa nhận vai trò của Newport xuất hiện vào năm 1854.